# Supercoppa italiana 2018 (calcio femminile)
La Supercoppa italiana 2018 di calcio femminile è stata la ventiduesima edizione della Supercoppa italiana di calcio femminile. Il trofeo è stato vinto per la prima volta dalla Fiorentina, grazie alla rete realizzata da Ilaria Mauro nel secondo tempo della sfida contro la Juventus.
A contendersi il trofeo furono la Juventus, vincitrice del campionato di Serie A 2017-2018, e la Fiorentina, detentrice della Coppa Italia 2017-2018.
L'incontro, inizialmente in programma per il 25 agosto 2018 allo Stadio Alberto Picco di La Spezia, è stato successivamente rinviato dalla LND a data da destinarsi su richiesta delle società coinvolte. Una volta che il Collegio di Garanzia del CONI ha riassegnato l'organizzazione della Serie A e della Serie B alla FIGC, è stata anche individuata nel 13 ottobre 2018 la data della disputa della Supercoppa Italiana.

## Tabellino
| Arbitro: | Delrio (Reggio nell'Emilia) |

|  |           |           |
|  | Marcatori | 68’ Mauro |

### Formazioni
| Juventus | Fiorentina |

| Juventus: (4-4-2) |    |                   |             |     |
|                   |    |                   |             |     |
| P                 | 1  | Laura Giuliani    |             |     |
| D                 | 2  | Tuija Hyyrynen    |             | 72’ |
| D                 | 3  | Sara Gama         |             |     |
| D                 | 13 | Lisa Boattin      |             |     |
| D                 | 23 | Cecilia Salvai    |             |     |
| C                 | 4  | Aurora Galli      | Ammonizione |     |
| C                 | 7  | Valentina Cernoia |             |     |
| C                 | 11 | Barbara Bonansea  |             | 83’ |
| C                 | 21 | Arianna Caruso    |             |     |
| A                 | 9  | Eniola Aluko      |             |     |
| A                 | 10 | Cristiana Girelli |             |     |
| A disposizione:   |    |                   |             |     |
| P                 | 12 | Federica Russo    |             |     |
| D                 | 15 | Vanessa Panzeri   |             |     |
| D                 | 19 | Petronella Ekroth |             |     |
| C                 | 5  | Lianne Sanderson  |             |     |
| C                 | 16 | Ashley Nick       |             |     |
| C                 | 25 | Aleksandra Sikora |             | 72’ |
| A                 | 18 | Benedetta Glionna |             | 83’ |
| Allenatore:       |    |                   |             |     |
| Rita Guarino      |    |                   |             |     |

| Fiorentina: (4-3-3) |    |                    |             |     |
|                     |    |                    |             |     |
| P                   | 87 | Stéphanie Öhrström |             |     |
| D                   | 3  | Alia Guagni        |             |     |
| D                   | 5  | Alice Tortelli     | Ammonizione |     |
| D                   | 24 | Davina Philtjens   |             |     |
| D                   | 34 | Laura Agard        |             |     |
| C                   | 6  | Stephanie Breitner |             |     |
| C                   | 8  | Alice Parisi       | Ammonizione |     |
| C                   | 39 | Liljana Kostova    |             | 46’ |
| A                   | 9  | Ilaria Mauro       |             |     |
| A                   | 10 | Tatiana Bonetti    |             | 85’ |
| A                   | 26 | Lana Clelland      | Ammonizione | 83’ |
| A disposizione:     |    |                    |             |     |
| P                   | 23 | Noemi Fedele       |             |     |
| D                   | 4  | Heleen Jaques      |             |     |
| D                   | 33 | Martina Fusini     |             |     |
| C                   | 7  | Greta Adami        |             | 46’ |
| C                   | 11 | Valery Vigilucci   |             | 83’ |
| A                   | 19 | Patrizia Caccamo   |             | 85’ |
| A                   | 20 | Isotta Nocchi      |             |     |
| Allenatore:         |    |                    |             |     |
| Antonio Cincotta    |    |                    |             |     |